# Partido Popular de Galicia
El Partido Popular de Galicia  (PPdeG)  es la organización territorial del Partido Popular (PP) en Galicia.
Manuel Fraga fue el presidente del PP gallego entre 1990 y 2005, los mismos quince años que estuvo al frente de la Junta de Galicia. Con un discurso galleguista y centrista, impidió así el florecimiento de una fuerza nacionalista moderada como era Coalición Galega, que vio diezmados sus resultados con la llegada del galleguismo de Manuel Fraga. En 1991 se integró en el PPdeG la formación nacionalista moderada Centristas de Galicia. El 15 de enero de 2006 se celebró el XIII Congreso del PP en Galicia resultando elegido Alberto Núñez Feijóo como nuevo presidente del PP gallego, quien ya había ocupado el cargo de Vicepresidente de la Junta de Galicia entre 2004 y 2005.
El PP estuvo al frente de la Junta de Galicia ininterrumpidamente entre 1990 y 2005. En 2005, y a pesar de contar con la lista más votada, se convirtió en oposición al quedarse solo con 37 escaños, a uno de la mayoría absoluta.
Después de las Elecciones al Parlamento de Galicia de 2009, celebradas el 1 de marzo, el PPdeG de Alberto Núñez Feijóo regresó al gobierno de la Junta de Galicia al obtener la mayoría absoluta con 39 escaños. Tras el recuento del voto emigrante el 9 de marzo, el PPdeG cedió un escaño al PSdeG por la provincia de Orense; de tal manera que el PPdeG se quedó con 38 diputados, manteniendo la mayoría absoluta.
Tres años más tarde, tras la celebración de las Elecciones al Parlamento de Galicia de 2012, Alberto Núñez Feijóo renueva y amplía la mayoría absoluta del PPdeG, obteniendo 41 escaños.
En las Elecciones al Parlamento de Galicia de 2016 obtuvo nuevamente la cifra de 41 diputados, incrementando porcentaje y número de votos.
Actualmente, el Partido Popular cuenta en Galicia con 1.753 concejales, 40 diputados en el Parlamento de Galicia, 10 en el Congreso de los Diputados y 13 en el Senado. Preside la Junta de Galicia y el Parlamento de Galicia, así como la Diputación Provincial de Orense. Sin embargo, no gobierna en ninguna de las 7 ciudades gallegas.

## Presidentes
El PP de Galicia ha tenido cuatro presidentes desde su fundación en 1989:
- Gerardo Fernández Albor (1989-1990)
- Manuel Fraga Iribarne (1990-2005)[17][18]
- Alberto Núñez Feijoo (2009-2022)[19][20]
- Alfonso Rueda Valenzuela (2022-presente)[21]

## Secretarios Generales
El PP de Galicia ha tenido cinco secretarios generales desde su fundación en 1989:
- José Cuiña Crespo (1990-1999)
- Xesús Palmou (1999-2006)
- Alfonso Rueda Valenzuela (2006-2016)
- Miguel Tellado (2016-2022)
- Paula Prado del Río (2022-presente)

## Resultados electorales

### Elecciones al Parlamento de Galicia
| Elecciones | Candidato               | Votos   | % de votos | Escaños | Posición                        |
| ---------- | ----------------------- | ------- | ---------- | ------- | ------------------------------- |
| 1981*      | Gerardo Fernández Albor | 301.039 | 30,52 %    | 26/71   | Gobierno en minoría             |
| 1985*      | Gerardo Fernández Albor | 516.218 | 40,4 %     | 34/71   | Gobierno en minoría (1985-1987) |
| 1985*      | Gerardo Fernández Albor | 516.218 | 40,4 %     | 34/71   | Oposición (1987-1989)           |
| 1989       | Manuel Fraga            | 583.579 | 44.20 %    | 38/75   | Gobierno mayoritario            |
| 1993       | Manuel Fraga            | 763.839 | 52,62 %    | 43/75   | Gobierno mayoritario            |
| 1997       | Manuel Fraga            | 832.751 | 52,88 %    | 42/75   | Gobierno mayoritario            |
| 2001       | Manuel Fraga            | 791.885 | 52,51 %    | 41/75   | Gobierno mayoritario            |
| 2005       | Manuel Fraga            | 756.562 | 45,81 %    | 37/75   | Oposición                       |
| 2009       | Alberto Núñez Feijoo    | 789.427 | 47,47 %    | 38/75   | Gobierno mayoritario            |
| 2012       | Alberto Núñez Feijoo    | 661.281 | 45,80 %    | 41/75   | Gobierno mayoritario            |
| 2016       | Alberto Núñez Feijoo    | 682.150 | 47,56 %    | 41/75   | Gobierno mayoritario            |
| 2020       | Alberto Núñez Feijoo    | 627.762 | 47,96 %    | 42/75   | Gobierno mayoritario            |
| 2024       | Alfonso Rueda           | 711.713 | 47,39 %    | 40/75   | Gobierno mayoritario            |

- En 1981 y 1985 se presentó como Alianza Popular.

### Elecciones generales españolas
| Elecciones                                  | Votos   | % de votos | Escaños | Posición |
| ------------------------------------------- | ------- | ---------- | ------- | -------- |
| Elecciones generales de España de 1993      | 746.964 | 47,1%      | 15      | 1        |
| Elecciones generales de España de 1996      | 827.405 | 48,3%      | 14      | 1        |
| Elecciones generales de España de 2000      | 851.468 | 53,8%      | 16      | 1        |
| Elecciones generales de España de 2004      | 812.282 | 46,5%      | 12      | 1        |
| Elecciones generales de España de 2008      | 770.764 | 44,5%      | 11      | 1        |
| Elecciones generales de España de 2011      | 855.732 | 52,52%     | 15      | 1        |
| Elecciones generales de España de 2015      | 605.178 | 37,10%     | 10      | 1        |
| Elecciones generales de España de 2016      | 643.827 | 41,49%     | 12      | 1        |
| Elecciones generales de España de 2019 (I)  | 447.562 | 27,39%     | 9       | 2        |
| Elecciones generales de España de 2019 (II) | 470.041 | 31,94%     | 10      | 1        |
| Elecciones generales de España de 2023      | 699.513 | 43.54%     | 13      | 1        |